# Сосновка (Витебский район)
Сосновка (бел. Сасно́ўка) — деревня в Витебском районе Витебской области Беларуси. В составе Новкинского сельсовета. По переписи 2019 года в деревне проживал 471 человек.

## География
В 14 км к югу от Витебска. Остановочный пункт на железнодорожной линии Витебск — Орша-Центральная.

### Гидрография
Расположена на берегу озера Городно.

## История

### Имение «Городня»
В конце XVI — начале XVII века это было имение шляхтичей Бальцеровичей, которые именовались Городнянские.
В 1595 году, имением владел пан Ян Бальцерович Тункель Городеньский. В 1634 году имением владел Стефан Бальцерович Городнянский.
В 1775 году имение Городня принадлежало Феофилу Могучему.
Согласно Плана Генерального межевания Витебского уезда 1785 года, сельцо Городня было центром имения «Городня». Также в имении были деревни, в том числе: Русаки, Забелино, Пупухова, Черепни, Подцерковище, Городня и другие. В имении дворов 39, по ревизии мужеска пола душ 148, женска 137, всего земли 1920 десятины. Владения графов Михайлы Казимировича и малолетнего Альбрихта Леонардова детей Потеев, а также шляхтича Могучего.
Сельцо Городня (9 дворов, 106 жителей) находилось на берегу озера Городнинскаго у устья ручья Городня. На противоположном (правом) берегу ручья находилась деревня Русаки, чуть выше по течению была деревня Заборцы . Сейчас это всё территория деревни Сосновка.
«Городня» было родовым имением шляхтичей Могучих. У места фамильного захоронения в 1800 году Могучие построили деревянную часовню Воздвижения Креста Господня (разрушена в 1940-х годах).
- Мартын Могучий
- Могучий Станислав Мартынович. В 1788-1792 годах предводитель дворянства Велижского уезда. В 1811–1812 гг. — заседатель в 1 департаменте главного суда Витебской губернии. Был женат на Йозефе Снарской, родной сестре супруги П.Х. Витгенштейна Антуанетты Станиславовны, урожденной Снарской. Вероятно, благодаря этому, продвинулся по службе. С 15 мая 1817 по 1825 г. — Витебский вице-губернатор, статский советник
- Адам Станиславович (1799 -1863), поступивший после обучения в Полоцком иезуитском коллегиуме в военную службу, с 1822 года был назначен адъютантом к дежурному генералу 2 армии И.И. Байкову и служил в Тульчине. Жена — Юлия Насекина
- Могучий Станислав Адамович (ум. 1861), его жена Аделина Константиновна.

По инвентарю 1846 года в составе имения было 10 деревень, имелись корчма и ветряная мельница.
В 1878 году имение «Городники» Могучей Аделаиды Константиновны. Сыновья: Витольд, Авксентий и Адам (католики) 1225 десятин земли.
После реформы 1861 года имение относится Любашковской волости Витебского уезда, позднее Любашковская волость была поделена между Селютской и Щербинской волостями.
В 1899 году через имение началось строительство, а в декабре 1902 года введена в строй линия «Витебск — Орша — Могилёв — Жлобин» государственной Риго-Орловской железной дороги.
Вблизи усадьбы была устроена железнодорожная платформа «Фольварк Городня» (иногда называлась «Платформа Могучего»).
В 1905 году в Щербинской волости имелись:
- деревня Городняны «при озере Городнян.» Городнянского сельского общества. 72 дес. удобной земли, 2 дес. неудобной. 9 дворов, 36 мужчин, 29 женщин;
- деревня Русаки «при речке Рускаковка» Городнянского сельского общества. 36 дес. удобной земли. 4 двора, 12 мужчин, 9 женщин;
- имение Городня «при озере Городнянке» Б. С. Могучего двор. катол. 180 дес. удобной земли, 371 дес. неудобной, 579 дес. под лесом. 5 дворов, 10 мужчин, 8 женщин;
- б. корчма Городня «при озере Городнянке» Б. С. Могучего двор. катол. 180(?) дес. удобной земли. 1 двор, 3 мужчины, 2 женщины.

Г. Я. Юдин о пианистке М. В. Юдиной:
В ее консерваторские годы мы встречались с Марией почти исключительно летом. Она приезжала погостить к нам на платформу Сосновка - в 13 километрах к югу от Витебска, где мои родители снимали дачу с 1913 по 1915 год. Марила поражала нас трудно постижимой для пятнадцати-шестнадцатилетней девочки широтой познаний в самых разных областях гуманитарных наук. Увлекалась она тогда и своеобразным «хождением в народ».
Один из эпизодов этого «хождения» чуть не окончился трагически. Она отправилась в поле — помогать знакомым крестьянкам жать рожь. Спустя час или два Марила вернулась домой. Кисть правой ее руки была туго замотана носовым платком, из-под которого сочилась кровь. Моя мать осторожно размотала платок. Картина которую мы увидели, была ужасна. Большой палец правой руки держался у нее почти только на сухожилии - настолько-глубоко порезала она его серпом, обращаться с которым у нее, естественно, большой сноровки не было. К счастью, смолоду Марила отличалась завидным здоровьем, напоминая этим своего отца, который вплоть до восьмидесяти лет сохранял и здоровье, и феноменальную работоспособность. Каким- то чудом палец зажил, и пианизм ее не пострадал.
27 июля 1920 года в помещичьей усадьбе начал работу центральный губернский санаторий.

### Железнодорожная платформа «Сосновка»
Т. к. не все поезда останавливались на «платформе Могучего», то по ходатайству санатория, в 1921 году была устроена платформа «Сосновка», на которой был установлен вагон-станция.
20 августа 1924 года, после присоединения к БССР и нового административно-территориального деления, в составе Шумнянского сельсовета Витебского (южного) района Витебского округа. Центр деревня Шумны.
14 ноября 1924 года главный корпус санатория был уничтожен пожаром.
В 1927 году был организован всесоюзный санаторий ВЦСПС на 450 коек для лечения туберкулеза у взрослых.
С 1929 года в колхозе «Сосновка».
5 декабря 1936 года центр сельсовета перенесен в д. Поддубляне (1,5 км севернее жд платформы Сосновка).
В 1941 году 80 дворов, 360 жителей.
В январе-апреле 1942 года и в 1943 году здесь находился штаб 3-й танковой армии немцев. Летом-осенью 1942 года в деревне размещались штабы 59-го армейского корпуса и оперативной группы «Шевалери». Также в 1943 году в Сосновке находилась ГФП-703 (тайная полевая полиция) и Абвергруппа-210 (военная разведка и контрразведка).
Численность гарнизона доходила до 2 тыс. человек, для сравнения, в Витебске было 4-5 тыс. немецких военнослужащих.
16 июля 1954 года центр сельсовета перенесен в деревню Русаки (сейчас, южная часть деревни Сосновка) и сельсовет переименован в Русаковский.
22 декабря 1960 года Русаковский сельсовет был упразднен, его территория вошла в состав новообразованного Новкинского сельсовета.
В 1969 году в деревне 376 дворов, 980 жителей.
В 2003 году 298 домохозяйств, 648 жителей.
По переписи 2009 года проживало 589 человек.
19 ноября 2020 года деревня была газифицирована (проведен газопровод 7 км)
В 2021 году, Сосновская базовая школа была закрыта.
В 2023 году, Сосновский фельдшерско-акушерский пункт был закрыт.

## Инфраструктура
В деревне находятся 2 магазина, библиотека, клуб, фельдшерско-акушерский пункт, средняя школа. Возле деревни расположена Республиканская туберкулёзная больница «Сосновка».